# Joe Arroyo
Joe Arroyo, pseudonimo di Álvaro José Arroyo González (Cartagena de Indias, 1º novembre 1955 – Barranquilla, 26 luglio 2011), è stato un cantautore colombiano.

## Discografia parziale
- Arroyando (1981)
- Con Gusto y Gana (1981)
- El Campeón (1982)
- Actuando (1983)
- Hasta Amanecé (1984)
- Me le Fugué a la Candela (1985)
- Musa Original (1986)
- Echao Pa´lante (1987)
- Fuego en mi Mente (1998)
- En Acción (1989)
- El Supercongo/La guerra de los callados (1990)
- Toque de Clase (1991)
- Fuego (1993)
- Sus Razones Tendrá (1995)
- Mi Libertad (1996)
- Reinando en Vida (1997)
- Deja Que Te Cante (1998)
- Cruzando El Milenio (1999)
- En Sol Mayor (2000)
- Marcando Terreno (2001)
- Se Armo la Moña en Carnaval (2005)
- El Súper Joe (2007)